# 軽快車

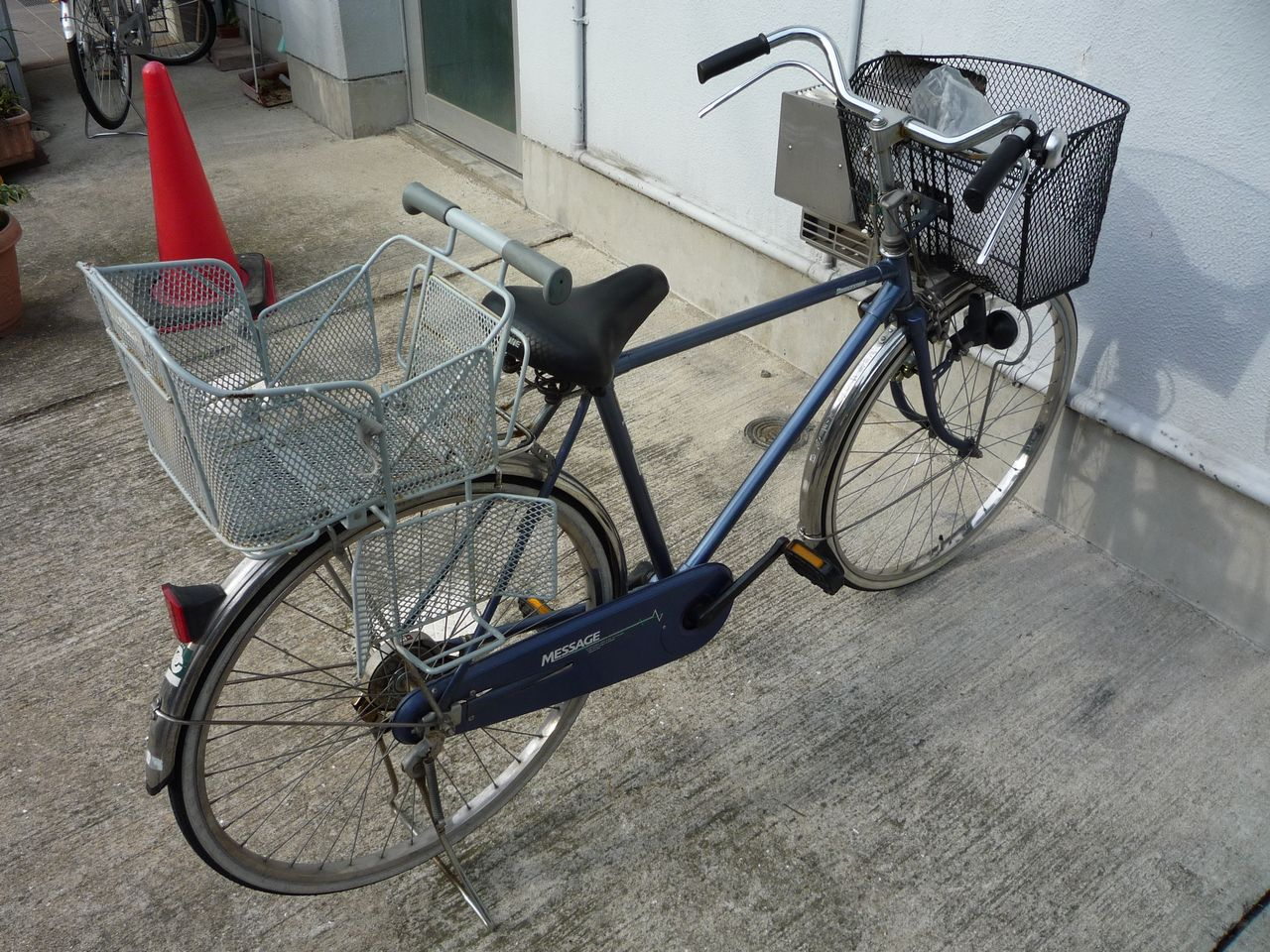
古い特徴を残す軽快車 紳士用（ダイヤモンドフレーム） ブリヂストンサイクル製 「メッセージ」（1990年代）。後部デッキに子供用座席にもなる後ろカゴを装備

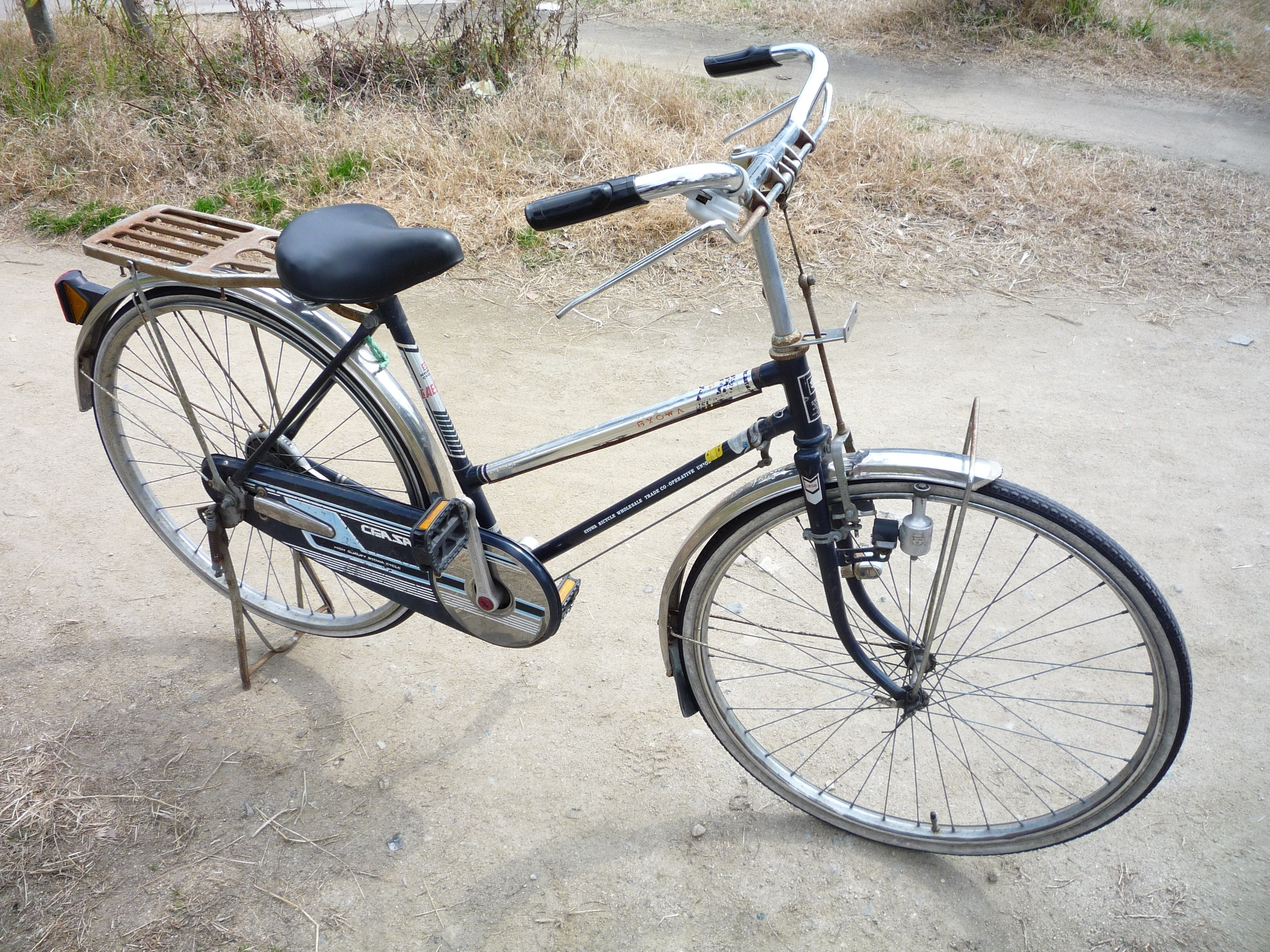
古い特徴を残す軽快車 男女兼用型（1970年代）サドル・ペダル・タイヤ・ベル は後の時代のもので補修されており 前カゴとヘッドライトが欠損している

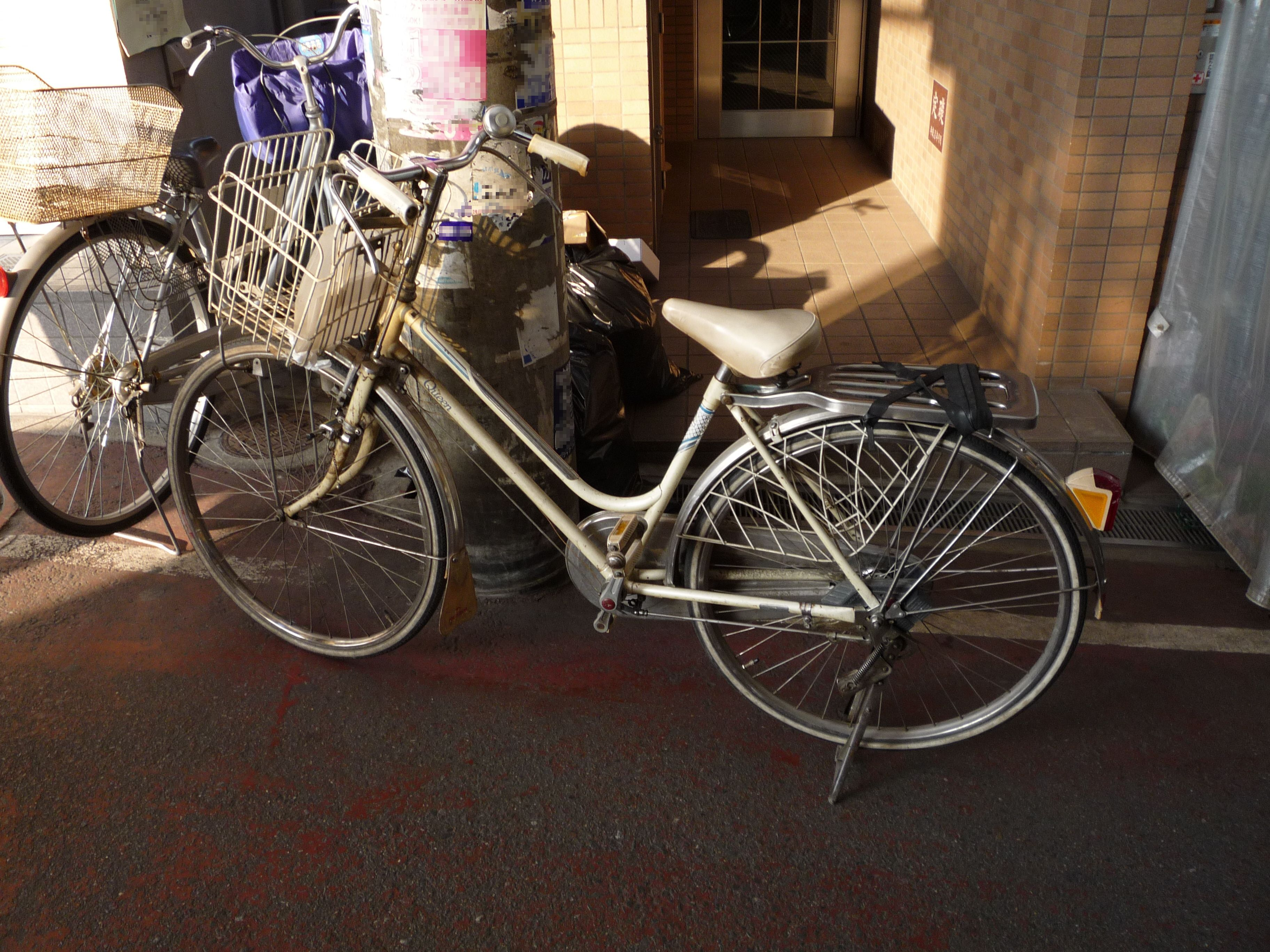
婦人用軽快車（1980年代前期）後輪のブレーキは初期のサーボブレーキ ヘッドライトが欠損している

軽快車（けいかいしゃ）とは、現在はシティサイクルが総称となっている日本の自転車のカテゴリーであり、一般車、ママチャリなどとも呼ばれる、日常生活で使用する為の一般的な自転車である。

## 概要
古くから普及していた実用車に比べ、酷使や重量荷物積載に備えた頑強な構造を見直し、乗用移動用途を主目的に軽量化や操作の軽易さなどに重点を置いたもので、スポーツ用自転車とは別種のカテゴリーに属する。第二次世界大戦以前ころのものは、日米富士自転車の「冨士覇王号」など、既存実用車の各部を軽量化したり簡易化したもので、各部が異なっている場合がある。
- タイヤの規格の「BEタイヤ」から「WOタイヤ」への移行による軽量化と転がり抵抗の低減ならびに整備性の向上
- フレーム各部の寸法と角度の変更による、低速での安定性よりも軽快な運動性を重視した走行特性の付与と小型軽量化
- ハンドル幅の短縮
- ペダル小型化
- 革サドルからテリー型サドル、後にはパンサドルへの変更によるメンテナンスフリー化
- スプロケットの小径化による駆動系の小型化
- 後輪バンドブレーキの小型化
- 鋼鉄帯材組み立て式の大型荷台から薄鋼板プレス成型による軽量な荷台への変更

1960年代に入ると、復興期以降増加してきた実用車の生産台数が減少し、軽快車の生産が伸びる。1964年には軽快車が実用車を上回り、以来逆転していない。1970年代には、フレーム以外の各部品への錆びにくいステンレス鋼や軽量なアルミニウム合金素材や2灯式ヘッドライト、ロッド式ブレーキに代えたワイヤー式ブレーキなどを採用する。1980年代には新意匠が見られ、機能面ではサーボブレーキや内装3段変速機の普及、一部ではベルトドライブなどを採用する。
1990年代には東アジアの新興工業国からの輸入自転車が目立つようになり、その急激な低価格化に圧迫を受けることになった日本国内のメーカーでは、生産拠点の海外移転などを含むコスト削減の努力と同時に、高品質と高付加価値を武器とした、低価格品との差別化の試みも盛んになる。アルミニウム合金製フレームや、一部でサスペンション機構などの凝ったメカニズムを持つものが登場し、子供乗せ自転車や電動アシスト自転車などの派生商品が普及し始めたのもこの時期である
2000年代、日本工業規格のJIS D 9111（自転車 - 分類及び諸元）は、従来の「軽快車」の名称を廃止し「シティ車」とする。
毎年8月、北海道の十勝インターナショナルスピードウェイでは「全日本ママチャリ耐久12時間レース」が行われている。静岡県の富士スピードウェイでは「ママチャリグランプリ」が行われている。大分県のオートポリスでは「お買い物自転車耐久レース」が行われている。

## 構造
軽快車は、ある程度の丈夫さと取り回しの軽さや低価格を設計目標とする事が多い。各部は、以下のような素材を使用する事が比較的多い。

### 前輪周辺
- 前輪
  - スポーク → 鉄、ステンレス
  - ニップル → 真鍮、鉄
  - リム → アルミニウム、鉄、ステンレス
  - タイヤ → ゴム
  - 英式バルブチューブ → ブチルゴム
  - ハブ → 鉄
- フォーク → 鉄、アルミニウム
- 前かご → 鉄、ステンレス、プラスチック
- かごステー → 鉄、ステンレス、アルミニウム
- ダイナモランプ → プラスチックなど
- どろよけ → 鉄、ステンレス、プラスチック

強度の点では鉄、ステンレスが採用されるが、軽さを重視する場合はアルミニウムがよく用いられる。素材の順番は使用頻度であるが、価格、強度、軽さのいずれが求められるかによってそれぞれパーツを使い分けている。なお、鉄を使用する場合は、サテンめっきを行うか、塗装を行って錆びを防いでいる。ダイナモランプはタイヤで直接ダイナモを回転させるタイプと、ハブの回転エネルギーを発電に使用しているタイプがあり、後者のほうが高価であるが効率が良く、騒音も低い。後者を利用する軽快車は、暗くなると自動で点灯するオートライト採用車である。

### フレーム周辺
- ハンドル → 鉄、ステンレス、アルミニウム
- ブレーキレバー → アルミニウム、鉄、プラスチック
- 前ブレーキ → アルミニウム、鉄
- グリップ → ゴム、プラスチック
- ステム → アルミニウム、ステンレス、鉄
- ヘッドパーツ → 鉄
- フレーム → 鉄、アルミニウム
  - ヘッドチューブ → フレームと同じ
  - トップチューブ → フレームと同じ
  - ボトムチューブ → フレームと同じ
  - シートチューブ → フレームと同じ
  - シートステー → フレームと同じ
  - チェーンステー → フレームと同じ
  - ボトムブラケットシェル → フレームと同じ
- ボトムブラケット → 鉄
- クランク → 鉄、アルミニウム
- クランクギア → 鉄
- ペダル → プラスチック（ねじ部分は鉄）
- チェーン → 鉄
- サドル → スポンジなど
- サドル固定金具 → 鉄

前輪周辺と同様、期待される能力に応じて素材は使い分けられる。アルミニウムのフレームについては軽くて取り回しが楽であるが、廉価なものは走りが重くなっているので購入時には注意が必要である。前ブレーキは多くがリムの回転をゴムの挟み込みによって停止させるタイプであるが、リムの素材やブレーキのゆがみなどが原因で音鳴りする。鉄は塗装あるいはサテンめっきであるが、ハンドルについてはステンレスが増えてきている。
フレームの塗装色は、かつて比較的地味な色が多かったが、近年では原色に近い色が数多く存在し、バリエーションは各メーカー内でも多様である。

### 後輪・ホイール周辺
- 後輪
  - スポーク → 鉄、ステンレス
  - ニップル → 真鍮、鉄
  - リム → アルミニウム、鉄、ステンレス
  - タイヤ → ゴム
  - 英式バルブチューブ → ブチルゴム
  - ハブ → 鉄
  - フリーギア → 鉄
  - ブレーキ → 鉄、ステンレスなど
- どろよけ → 鉄、ステンレス、アルミニウム、プラスチック
- キャリア → 鉄、ステンレス
- スタンド → 鉄、ステンレス、アルミニウム

後輪は、多くのパーツの組み合わせが存在する、比較的複雑なパーツであり、他の自転車と同様価格も前輪に比べて高い。リムは鉄→ステンレスと進歩してきたが、軽量を狙ってアルミ製を使うことが増えた。しかしステンレスよりは劣化が早いのも事実である。キャリアやスタンドは剛性が求められるために、アルミ製はあまり存在しない。また、内装変速機が採用されているものもあり、3段変速のものが多い。

## 後ブレーキの種類
後ブレーキは大まかに以下の種類に分けられる。
- バンドブレーキ
- サーボブレーキ
- ダイネックスブレーキ
- ローラーブレーキ
- メタルリンクブレーキ

バンドブレーキは最も価格が安く、革や樹脂等を練り固めたライニングが貼り付けられたバンドを用いて、ハブ同軸の金属ドラムを締め付けて停止する方式である。構造も単純なために廉価な軽快車と寸法上の理由のため子供車に採用されている。しかしながら、ある程度使用すると磨耗しブレーキ鳴きが起きるので、一定の期間ごとに交換が必要である。
サーボブレーキは、唐沢製作所の開発したブレーキであり、外観はバンドブレーキとよく似ているが、内部構造は大きく異なり、ユニサーボ式のドラムブレーキとなっている。バンドブレーキに比べて圧倒的に音鳴りしにくい。
ダイネックスブレーキはブリヂストンの開発したブレーキであり、バンドブレーキがドラムの外側からバンドを締め付けるのに対して、ドラムの内側からライニングを押し付ける。ブレーキの調整はやや困難だが、堅牢さに優れ、音鳴りもしにくい。
上記3種は、車輪への取り付け部分が共通の規格となっており、互換性がある。いずれも、前進方向には軽い力で大きな摩擦力を発生させる自己倍力作用を持つが、後退方向では低い摩擦力しか得られず、急な上り坂での停止では、ずり下がりの恐れもある。
ローラーブレーキはシマノの開発したブレーキで、音鳴りしないうえに、雨天時でも摩擦力が低下せず、後退方向にも前進時と同じ摩擦力が得られるのが特徴的なブレーキである。構造も複雑で価格も比較的高いが、現在は多くの軽快車に採用されている。一定の期間ごとに指定のグリースを注入してメンテナンスを行う。取り付け部分がシマノ社の独自規格となっており、同社製のハブを持つ車輪としか組み合わせることができないが、取り外しに特殊な工具は必要無く、ブレーキシステムがユニット化されているため、交換は比較的容易である。
メタルリンクブレーキはヨシガイの開発したブレーキであり、ドラムに外側から金属板を押しつける。原理はバンドブレーキに、性能はローラーブレーキに似る。外観からは、グリスに溜まった熱を逃がす大型の放熱板が目立つ。バンドブレーキ、サーボブレーキとは取り付け部分に互換性を持ち、構造上音鳴りはしにくい。

## 軽快車による旅行
軽快車は、荷物の積載性、部品の手に入りやすさなどの点が優れる。
一方で、軽快車は高速走行や長距離走行などを考慮されていないので、重量や変速比また整備性や走行姿勢の点で、スポーツ車と比べて劣る点も多い。